# Memphis Beat
Memphis Beat es una serie dramática estadounidense que se estrenó en TNT el 22 de junio de 2010 y terminó el 16 de agosto de 2011. Fue cancelada oficialmente el 14 de octubre de 2011.

## Argumento
El programa sigue a Dwight Hendricks (Jason Lee), un detective y policía asignado a la división de Asignación General de la MPD, que ama a su madre, el blues, a su ciudad, y a Elvis Presley, se hace llamar "el guardián de Memphis". Su intensa dedicación a su ciudad natal se ve compensado por su acercamiento al trabajo, una actitud que molesta a la teniente Tanya Rice, (Alfre Woodard), su nueva jefa.

## Personajes
- Jason Lee como Detective Dwight Hendricks.
- Alfre Woodard como Teniente Tanya Rice.
- Sam Hennings como Detective Charles “Whitehead” White.
- DJ Qualls como oficial de policía Davey Sutton.
- Celia Weston como Paula Ann Hendricks.
- Leonard Earl Howze como Detective Reginald Greenback.
- Abraham Benrubi como Sargento JC Lightfoot.

## Críticas
Memphis Beat ha recibido diversas críticas con respecto al promedio, obteniendo una puntuación de 56 sobre 100 en Metacritic. El New York Times, dijo del episodio piloto "Esta serie consiste en Memphis, lo que la serie de HBO "Treme" es a Nueva Orleans y "Justified" en FX es al condado de Harlan, Kentucky. El New York Daily News dio otra crítica positiva diciendo lo siguiente, "nuevo de TNT", "Memphis Beat", "tiene una gran banda sonora y un buen drama policial en el medio." The Hollywood Reporter también le dio al piloto una crítica positiva: 
Pero aun cuando el género policial parece estar más allá de saturación, viene Memphis Beat (TNT), una serie con un carácter fresco en un ambiente fresco, con una mirada fresca y el sonido que prueba, a pesar de todo, que los buenos actores y el formato triunfa en todo momento.

## Premios y nominaciones
| Año  | Premio              | Categoría                                      | Actor         | Resultado |
| ---- | ------------------- | ---------------------------------------------- | ------------- | --------- |
| 2011 | NAACP Image Award   | Mejor Actriz de Reparto en una Serie Dramática | Alfre Woodard | Nominada  |
| 2011 | NAMIC Vision Awards | Mejor Actriz - Drama                           | Alfre Woodard | Nominada  |
| 2011 | Gracie Allen Awards | Mejor Actriz de Reparto en una Serie Dramática | Alfre Woodard | Ganadora  |